# Anomala colobocaula
Anomala colobocaula är en skalbaggsart som beskrevs av Ohaus 1916. Anomala colobocaula ingår i släktet Anomala och familjen Rutelidae. Inga underarter finns listade i Catalogue of Life.